# L'Abadia (les Borges Blanques)
L'Abadia és un edifici de les Borges Blanques (Garrigues) inclòs a l'Inventari del Patrimoni Arquitectònic de Catalunya.

## Descripció
Casa unifamiliar de planta baixa, pis superior i golfes. És l'antiga casa rectoral, feta entre mitgeres. La façana és de grans pedres irregulars, originalment arrebossada en part; té cert caràcter rústic. Està coberta de teula àrab. Destaca la portada amb una fina motllura decorativa, una llinda de fusta força gruixuda del finestral horitzontal superior, i la data de 1861, inclosa a la forja de la balustrada. Avui l'edifici l'ocupa l'empresa de serveis ambientals La Llena.